# 셰커
셰커(중국어: 谢科, 병음: Xie Ke, 한자음: 사과, 2000년 1월 14일 ~ )는 중화인민공화국의 바둑 기사이다. 저장성 닝보시 출신으로 중국기원 소속의 9단이다. 중국위기천원전 준우승과 몽백합배 세계 바둑 오픈전 4강에 진출했고 응씨배 세계 바둑 선수권 대회 결승에 진출했다.

## 경력
아버지가 바둑을 좋아하여 어릴 때부터 바둑을 두었고 닝보시의 사범들에게 바둑 지도를 받아 초등학교에 들어가기 전에 이미 아마추어 2단이 되었다. 2009년 9세의 나이에 만보배전국산업바둑선수권 대회에 최연소로 참가하였고, 베이징으로 옮겨 베이징 바둑 도장에서 바둑을 본격적으로 배웠다. 2013년 프로에 입단했다.
2014년 중국기원 항저우분원에 들어갔고, 같은 해 건교배 신인왕전 8강과 바이링배 32강에 진출했다. 2015년에는 신인왕전 4강과 몽백합배 8강에 올랐고, 2017년 이민배 세계바둑신예최강전 8강과 몽백합배 세계 바둑 오픈전 4강에 진출하여 박정환에게 패배했다. 2020년 글로비스배 8강에서 문민종 2단에게 패배했다.

## 국제 기전 성적  셰커
| 대회         | 2014 | 2015 | 2016 | 2017 | 2018 | 2019   | 2020   | 2021 | 2022 | 2023 | 2024   | 2025 |
| ------------ | ---- | ---- | ---- | ---- | ---- | ------ | ------ | ---- | ---- | ---- | ------ | ---- |
| 응씨배       | -    | -    | ×    | -    | -    | -      | 준우승 | -    | -    | -    | 준우승 | -    |
| 삼성화재배   | ×    | ×    | ×    | ×    | ×    | ×      | ×      | 16강 | ×    | ×    | 8강    |      |
| LG배         | ×    | ×    | ×    | ×    | ×    | ×      | ×      | 24강 | ×    | ×    | ×      |      |
| 춘란배       | ×    | -    | ×    | -    | 8강  | -      | ×      | -    | ×    | -    | ×      | -    |
| 바이링배     | 64강 | -    | ×    | -    | ×    | -      | 중지   | -    | -    | -    | -      | -    |
| 몽백합배     | -    | 8강  | -    | 4강  | -    | 준우승 | -      | -    | -    | 64강 | -      |      |
| 신아오배     | -    | -    | 64강 | 중지 | 중지 | 중지   | 중지   | -    | -    | -    | -      | -    |
| 천부배       | -    | -    | -    | -    | ×    | -      | 중지   | -    | -    | -    | -      | -    |
| 란커배       | -    | -    | -    | -    | -    | -      | -      | -    | -    | ×    | 16강   | ×    |
| 난양배       | -    | -    | -    | -    | -    | -      | -      | -    | -    | -    | 16강   |      |
| 북해신역배   | -    | -    | -    | -    | -    | -      | -      | -    | -    | -    | -      | 64강 |
| TV바둑아시아 | ×    | ×    | ×    | ×    | ×    | ×      | 중지   | -    | -    | -    | -      | -    |
| 농심배       | ×    | ×    | ×    | ×    | ×    | ×      | ×      | ×    | ×    | ×    | ×      |      |